# Ulysses Moore
Ulysses Moore – cykl fantastycznych powieści Pierdomenico Baccalario z ilustracjami Iacopo Bruno. Seria rozpoczęta w 2004 r. odniosła duży sukces wśród czytelników.

## Książki
Ukazały się następujące części serii (w nawiasach daty wydań, polskiego i oryginalnego):
- Wrota Czasu (2006), La porta del tempo (2004)
- Antykwariat ze starymi mapami (2006), La bottega delle mappe dimenticate (2005)
- Dom Luster (2007), La casa degli specchi (2005)
- Wyspa Masek (2007), L’isola delle maschere (2006)
- Kamienni strażnicy (2007), I guardiani di pietra (2006)
- Pierwszy Klucz (2007), La prima chiave (2007)
- Ukryte miasto (2009), La città nascosta (2008)
- Mistrz piorunów (2009), Il maestro di fulmini (2009)
- Labirynt cienia (2009), Il labirinto d’ombra (2009)
- Lodowa Kraina – (2010), Il paese di ghiaccio (2010)
- Ogród Popiołu – (2011), Il giardino di cenere (2010)
- Klub Podróżników w Wyobraźni (2011), Il Club dei Viaggiatori Immaginari (2011)
- Statek Czasu (2013), La nave del tempo (2013)
- Podróż do mrocznych portów (2015), Viaggio nei porti oscuri (2014)
- Piraci z mórz z wyobraźni (2017), I pirati dei mari immaginari (2014)
- Wyspa buntowników (2019), L’isola dei ribelli (2015)
- Godzina bitwy (2021), L’ora della battaglia (2015)
- Wielkie wakacje (2021), La grande estate (2016)

## Wrota czasu
| Zwierze                              | Miejsce położenia  | Właściciel                  | Kraina w wyobraźni            |
| ------------------------------------ | ------------------ | --------------------------- | ----------------------------- |
| Aligator, Dzięcioł, Żaba, Jeżozwierz | Willa Argo         | właściciel Willi Argo       | wszystkie miejsca w wyboraźni |
| Kot                                  | Dom Miss Biggles   | Klitajmnestra Biggles       | Kraina Puntu – Egipt          |
| Lew                                  | Dom Luster         | Peter Dedalus               | Wenecja – XVIII w.            |
| Koń                                  | Stacja Kolejowa    | Wiktor „Black” Wulkan       | Ogród księdza Gianny          |
| Małpa                                | Cukiernia Chubbera | Ojciec Fenix                | Eldorado                      |
| Mamut                                | Latarnia Morska    | Leonard Minaxo              | Thule – Arktyka               |
| Smok                                 | Turtle Park        | Ulysses Moore               | Agartha – Chiny               |
| Wieloryb                             | Księgarnia         | Calypso Brummel             | Atlantyda                     |
| Kozioł                               | Poczta             | Jason Covenant              | Arkadia                       |
| Kruk                                 | Arkadia            | Ostatnia                    | Labirynt Cienia               |
| Trzy żółwie                          | brak               | Patrycja Banner, John Bowen | brak                          |

## Postacie
| Postać                  | 1 | 2 | 3 | 4 | 5 | 6 | 7 | 8 | 9 | 10 | 11 | 12 | 13 | 14 | 15 | 16 | 18 |
| ----------------------- | - | - | - | - | - | - | - | - | - | -- | -- | -- | -- | -- | -- | -- | -- |
| Jason Covenant          | ● | ● | ● | ● | ● | ● | ● | ● | ● | ●  | ●  | ●  |    |    |    | ●  |    |
| Julia Covenant          | ● | ● | ● | ● | ● | ● | ● | ● | ● | ●  | ●  | ●  |    |    |    | ●  |    |
| Rick Banner             | ● | ● | ● | ● | ● | ● | ● | ● | ● | ●  | ●  | ●  | ●  | ●  | ●  | ●  |    |
| Anita Bloom             |   |   |   |   |   |   | ● | ● | ● | ●  | ●  | ●  |    |    |    |    |    |
| Tommaso Ranieri Strambi |   |   |   |   |   |   | ● | ● | ● | ●  | ●  | ●  |    |    |    |    |    |
| Ulysses Moore           | ● | ● | ● | ● | ● | ● | ● | ● | ● | ●  | ●  | ●  |    |    | ●  | ●  | ●  |
| Penelopa Moore          |   | ● |   |   |   |   |   |   |   |    |    | ●  | ●  | ●  | ●  | ●  |    |
| Leonard Minaxo          |   |   | ● | ● | ● | ● |   | ● |   |    | ●  | ●  |    |    |    | ●  | ●  |
| Peter Dedalus           |   |   |   | ● | ● |   |   |   |   |    | ●  | ●  |    |    |    |    | ●  |
| Wiktor „Black” Wulkan   |   |   |   |   |   | ● | ● | ● | ● | ●  | ●  | ●  |    |    |    |    | ●  |
| Calypso Brummel         | ● |   | ● | ● | ● | ● |   | ● |   |    | ●  | ●  |    |    |    | ●  | ●  |
| Klitamnestra Biggles    |   |   |   |   |   |   |   |   |   |    |    |    |    |    |    |    | ●  |
| Kleopatra Biggles       |   | ● | ● | ● |   | ● |   |   |   | ●  |    |    |    |    |    |    | ●  |
| Feniks Smith            |   |   |   | ● | ● | ● |   | ● |   | ●  | ●  | ●  |    |    |    |    | ●  |
| Obliwia Newton          | ● | ● | ● | ● | ● | ● |   |   |   |    |    | ●  |    |    |    |    |    |
| Manfred                 | ● | ● | ● | ● | ● | ● |   |   |   |    |    | ●  |    |    |    |    |    |
| Gwendalina Mainoff      |   |   | ● | ● | ● | ● |   |   |   |    |    | ●  |    |    |    |    |    |
| Roger John Bowen        |   |   | ● | ● |   | ● |   |   | ● | ●  |    |    |    |    |    |    |    |
| Fred „Śpiczuwa” Drumond |   |   | ● | ● | ● | ● |   |   | ● | ●  | ●  | ●  |    |    |    |    |    |
| Bliźniaki Flint         |   |   |   |   |   |   | ● | ● | ● | ●  | ●  | ●  |    |    |    |    |    |
| Malariusz Wojnicz       |   |   |   |   |   |   | ● | ● | ● | ●  | ●  | ●  |    |    |    |    |    |
| Ostatnia                |   |   |   |   |   |   | ● | ● | ● |    |    | ●  |    |    |    |    |    |
| Walter Scissors         |   |   |   |   |   |   | ● | ● | ● | ●  | ●  | ●  |    |    |    |    |    |
| Johnatan Scissors       |   |   |   |   |   |   | ● | ● | ● | ●  | ●  | ●  |    |    |    |    |    |
| Eco                     |   |   |   |   |   |   | ● | ● | ● |    |    | ●  |    |    |    |    |    |
| Pierdomenico Baccalario |   |   |   |   |   |   | ● |   | ● | ●  | ●  | ●  |    |    |    |    |    |
| kapitan Spencer         |   |   |   |   |   |   |   |   |   |    |    | ●  |    |    |    |    |    |
| Murray Clarke           |   |   |   |   |   |   |   |   |   |    |    |    | ●  | ●  | ●  | ●  |    |
| Mina                    |   |   |   |   |   |   |   |   |   |    |    |    | ●  | ●  | ●  | ●  |    |
| Shane Waitling          |   |   |   |   |   |   |   |   |   |    |    |    | ●  | ●  | ●  | ●  |    |
| Connor                  |   |   |   |   |   |   |   |   |   |    |    |    | ●  | ●  | ●  | ●  |    |
| Tony Galippi            |   |   |   |   |   |   |   |   |   |    |    |    | ●  | ●  | ●  | ●  |    |
| Bracia Brady            |   |   |   |   |   |   |   |   |   |    |    |    | ●  | ●  | ●  | ●  |    |
| Disko Troop             |   |   |   |   |   |   |   |   |   |    |    |    | ●  | ●  | ●  | ●  |    |
| Larry Huxley            |   |   |   |   |   |   |   |   |   |    |    |    |    | ●  | ●  | ●  |    |
| Lady Hyde               |   |   |   |   |   |   |   |   |   |    |    |    |    | ●  | ●  | ●  |    |
| Lady Jeckyll            |   |   |   |   |   |   |   |   |   |    |    |    |    |    | ●  | ●  |    |
| John Joyce              |   |   |   |   |   |   |   |   |   |    |    |    |    |    |    |    | ●  |
| Mercury Malcolm Moore   |   |   |   |   |   |   |   |   |   |    |    |    |    |    |    |    | ●  |

## Fabuła
Rodzice Julii i Jasona kupują nowy dom w Kilmore Cove – miasteczku, którego nie ma na żadnej mapie. Willa Argo jest niezwykłym miejscem. Należała do pewnego mężczyzny, Ulyssesa Moore. Bardzo dziwne jest to, że nikt Ulyssesa nigdy nie widział. Właściwie prawie nikt – widział go wciąż pracujący ogrodnik Nestor. Nestor cieszy się z przyjazdu dzieci. Ma nadzieję, że razem z Rickiem Bannerem dotrą do Wrót Czasu i przejdą przez nie. Jason sądzi, że Ulysses Moore żyje, co jest prawdopodobne. Za szafą w ścianie są drzwi prowadzące do pewnej łodzi. Łodzi, która zabierze Cię do Wrót Czasu – stamtąd można wyruszyć w każde miejsce, do którego drugie wejście prowadzi przez inne drzwi z pojedynczym kluczem. Dzieci muszą znaleźć wszystkie klucze do wszystkich Wrót Czasu, bowiem w Kilmore Cove tych drzwi jest kilka, zarówno kluczy. Istnieje też Pierwszy Klucz, który otwiera wszystkie drzwi. Niestety, Obliwia Newton ma mapę, którą odebrała trójce przyjaciół. Dzięki mapie wie, gdzie są Wrota Czasu. Chce zapanować nad Wrotami i wzbogacić się, ujawniając je światu. Zależy jej tylko na pieniądzach.

## Podróże
| Podróżnicy | środek transportu                    | cel podróży                                                  | Powracający | książka |
| --- | ------------------------------------ | ------------------------------------------------------------ | --- | ------- |
| Jason, Julia, Rick | wrota czasu w Willi Argo             | Kraina Puntu, Egipt: Magazyny domu gościnnego                | Jason, Julia, Rick | 1-2     |
| Obliwia Newton | wrota czasu w domu Kleopatry Biggles | Kraina Puntu, Egipt: Opuszczony urząd pocztowy               | Obliwia Newton | 2       |
| Obliwia Newton | wrota czasu w Domu Luster            | Wenecja – XVIII w.: calle dell’ Amor degli Amici             | Obliwia Newton | 3-5     |
| Jason, Julia, Rick | wrota czasu w Willi Argo             | Wenecja – XVIII w.: Dom Cabota                               | Don Diego Valente, Dieguita, Jason                                                                                               | 4       |
| Leonard Minaxo, Jason, Don Diego Valente, Dieguita                                                                                      | wrota czasu w Willi Argo             | Wenecja – XVIII w.: Dom Cabota                               | Leonard Minaxo, Jason, Julia, Rick                                                                                               | 4       |
| Jason, Julia, Obliwia Newton, Manfred                                                                                                   | wrota czasu w Willi Argo             | Ogród księdza Gianny – XVII w.: Krużganek Straconego Czasu   | Wiktor „Black” Wulkan, Zan-Zan, Obliwia Newton, Julia                                                                            | 5-6     |
| Ulysses Moore, Rick, Zan-Zan, Feniks Smith                                                                                              | wrota czasu na stacji kolejowej      | Ogród księdza Gianny – XVII w.: Fontanna Wiecznej Młodości   | Ulysses Moore, Jason, Rick, Feniks Smith                                                                                         | 6       |
| Manfred, Gwendalina Mainoff | wrota czasu w domu Kleopatry Biggles | Kraina Puntu, Egipt: Opuszczony urząd pocztowy               | właściciel Antykwariatu ze starymi mapami, Talos                                                                                 | 6       |
| Fred Śpiczuwa | wrota czasu w Domu Luster            | Wenecja – XVIII w.: calle dell’ Amor degli Amici             | Tommaso Ranieri Strambi | 6, 8-9  |
| Jason, Rick, Anita, Johnatan i Walter Scissors                                                                                          | pieszo                               | Arkadia, Pireneje                                            | Jason, Rick, Anita, Johnatan i Walter Scissors (powrót przez Labirynt Cienia)                                                    | 8-9     |
| Jason, Rick, Anita, Johnatan i Walter Scissors                                                                                          | wrota czasu w Arkadii                | Labirynt Cienia                                              | Jason, Rick, Anita, Johnatan i Walter Scissors (powrót balonem Petera Dedalusa)                                                  | 8-9     |
| Tommaso, kuzyni Flint | wrota czasu w księgarni Calypso      | Atlantyda                                                    | Tommaso, kuzyni Flint | 9       |
| Jason | wrota czasu w Turtle Parku           | Agartha – miasto mędrców, Himalaje, Chiny                    | Jason | 10      |
| Julia, Rick, Tommaso, Malariusz Wojnicz, Johnatan i Walter Scissors, Roger Bowen                                                        | wrota czasu w Willi Argo             | zagubione miasto, Eldorado                                   | Julia, Rick, Tommaso, Malariusz Wojnicz, Johnatan i Walter Scissors                                                              | 10      |
| Ulysses Moore, Emett Flint | wrota czasu w Willi Argo             | Tajemnicza Wyspa                                             | Ulysses Moore, Flint (powrót przez Labirynt Cienia)                                                                              | 10-11   |
| Julia, Wiktor „Black” Wulkan | wrota czasu w Latarni Morskiej       | Thule – Ziemia Franciszka Józefa; Arktyka Miasto Gigantów    | Julia, Wiktor „Black” Wulkan | 11      |
| Rick, Tommaso | wrota czasu w Cukierni Chubbera      | Eldorado                                                     | Rick, Tommaso | 11      |
| Rick, Tommaso | wrota czasu w Domu Luster            | Wenecja – XVIII w.: calle dell’ Amor degli Amici             | Tommaso, Zafon | 11-12   |
| Ulysses Moore, Emett Flint | Nić Ardiadny (Labirynt Cienia)       | Zapomniana Plaża, Mroczne Porty                              | Ulysses Moore, Emett Flint (powrót Statkiem Burz)                                                                                | 12      |
| kapitan Spencer | Mary Grey                            | Kilmore Cove                                                 | brak | 12      |
| Ulysses Moore, Emett Flint, Pandora | Statek Burz                          | bagna, Wyspa Jadeitu                                         | Ulysses Moore, Emett Flint, Pandora                                                                                              | 12      |
| Leonard Minaxo, Calypso Brummel | Łódź Leonarda Minaxo                 | bagna, Wyspa Jadeitu                                         | Leonard Minaxo, Calypso Brummel                                                                                                  | 12      |
| Rick, Peter Dedalus | łódź podwodna                        | Kilmore Cove                                                 | brak | 12      |
| Ulysses Moore, Pandora | Mary Grey                            | Kraina Puntu, Egipt                                          | Ulysses Moore, Penelopa Moore Pandora                                                                                            | 12      |
| Jason, Julia, Rick, Anita, Tommaso, Ulysses Moore, Penelopa Moore, Peter Dedalus, Leonard Minaxo, Calypso Brummel, Fred Śpiczuwa        | wrota czasu na Poczcie               | Arkadia                                                      | Jason, Julia, Rick, Anita, Tommaso, Ulysses Moore, Penelopa Moore, Peter Dedalus, Leonard Minaxo, Calypso Brummel, Fred Śpiczuwa | 12      |
| Murray, Mina, Shane, Connor, Tony Galippi                                                                                               | Metis                                | Kilmore Cove                                                 | Murray, Mina, Shane, Connor | 13      |
| Murray, Mina, Shane, Connor, Izmael Waitling                                                                                            | Metis                                | Kilmore Cove                                                 | Murray, Mina, Connor | 14      |
| Murray, Mina, Shane, Connor, Disko Troop                                                                                                | Metis                                | miasto Ys, Archipelag Lyonesse                               | Murray, Mina, Shane, Connor, Disko Troop                                                                                         | 14      |
| Murray, Mina, Shane | wrota czasu w Willi Argo             | Miasto Słońca, wyspa Taprobane, Indie                        | John Silver | 14      |
| Connor, Disko Troop | Metis                                | Miasto Słońca, wyspa Taprobane, Indie                        | Murray, Mina, Shane, Connor, Disko Troop, Tony Galippi                                                                           | 14      |
| Murray, Mina, Connor | Metis                                | Kilmore Cove                                                 | Murray, Mina, Connor | 15      |
| Murray, Mina, Shane, Connor, Tony Galippi                                                                                               | pieszo                               | Wnętrze Ziemi; siedziba Royal Imaginary Geographical Society | Murray, Mina, Shane, Connor, Tony Galippi                                                                                        | 15      |
| Murray, Mina, Shane, Connor, Tony Galippi                                                                                               | Metis                                | Miasto Z, Zagubiona Wyspa                                    | Murray, Mina, Shane, Connor, Tony Galippi, Ulysses Moore, Ram                                                                    | 15      |
| Murray, Mina, Connor, bracia Brady | Metis                                | Kilmore Cove                                                 | | 16      |
| Murray, Mina, Shane, Connor, bracia Brady, Tony Galippi, Ulysses Moore, Penelopa Moore, John Silver, Ezio, Disko Troop, Izmael Waitling | wrota czasu w Willi Argo             | Perła; wschodnia Europa                                      | Ezio, Disko Troop, Izmael Waitling                                                                                               | 16      |

### Nawiązania literackie
- W serii książek można zauważyć nawiązania do powieści Ulisses autorstwa Jamesa Joyce’a. Nazwisko rodziny Bloom to nawiązanie do głównych bohaterów „Ulissesa” – Leopolda Bloom i Molly Bloom, a Petera Dedalusa – do innej postaci, Stefana Dedalusa.
- Miejsca z Wyobraźni to miejsca z książek m.in. Tajemniczej Wyspy Juliusza Verne’a, Wyspy Skarbów Roberta Louisa Stevensona, Atlasu wysp odległych Judith Schalansky, Miasta Słońca Tommasa Campanella, Lyonesse, Zielonej perły i Madouc Jacka Vance’a.